# 戈内姆
戈内姆（法語：Gonnehem，法語發音：[ɡɔn(ə)ɛm]）是法国上法蘭西大區加来海峡省的一个市镇，属于贝蒂讷区。

## 地理
戈内姆（50°33'42"N, 2°34'26"E）面积15.31 平方千米，位于法国上法蘭西大區加来海峡省，该省份为法国北部沿海省份，西北濒北海，南至索姆省，东临北部省。
与戈内姆接壤的市镇（或旧市镇、城区）包括：罗贝克、绍克、利莱尔、蒙贝尔南雄、奥布兰盖姆、旺丹莱贝蒂讷、阿卢阿涅、比讷、安日。
戈内姆的时区为UTC+01:00、UTC+02:00（夏令时）。

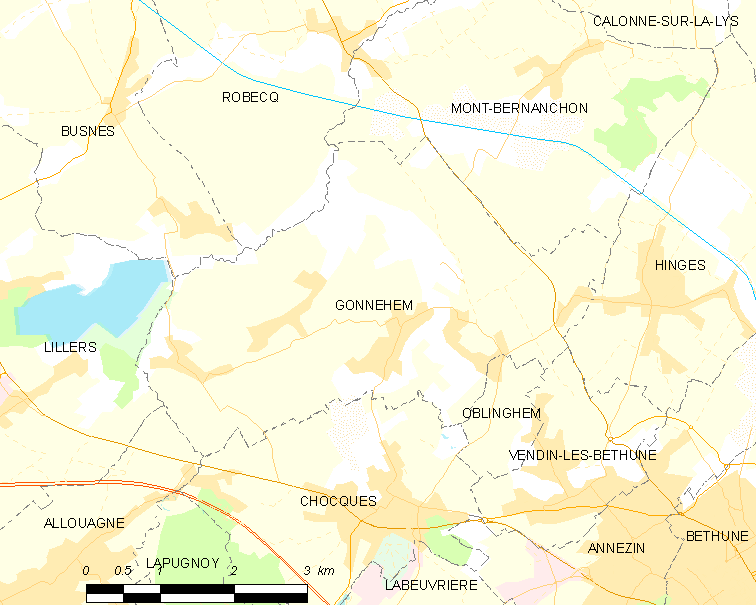
戈内姆的OSM定位图

## 行政
戈内姆的邮政编码为62920，INSEE市镇编码为62376。

## 政治
戈内姆所属的省级选区为利莱尔县。

## 人口

1962-2008年间戈内姆人口变化图示

戈内姆于2022年1月1日时的人口数量为2532人。